# Dissimilation (Phonologie)
Als Dissimilation bezeichnet man in der Phonologie die Entähnlichung zweier oder mehrerer ähnlicher Laute innerhalb eines Wortes.

## Beispiele
- Das ch in der Folge chs (z. B. in sechs oder in Fuchs) wurde ursprünglich als Frikativ ausgesprochen. Diese Aussprache hat sich den Wörtern „sechzehn“ und „sechzig“ erhalten, ebenso wie in bestimmten Gegenden (z. B. in der Schweiz, siehe Helvetismus). Da es sich bei s ebenfalls um einen Frikativ handelt, ist eine Dissimilation erfolgt, so dass ch als /k/ ausgesprochen wird.
- lateinisch meridies ('Mittag') aus *medi-dies ('mittlerer Tag')
- lateinisch caeruleus ('blau') aus *caeluleus (zu caelum 'Himmel' bzw. seiner Verkleinerungsform caelulum)
- spanisch alma ('Seele') aus lateinisch anima
- hethitisch lāman ('Name') aus aus der Grundsprache ererbtem nāman

## Quelle
- Jörg Meibauer: Einführung in die germanistische Linguistik. 2. Aufl. (2007), S. 98.